# Erica Lee Carter
Erica Shelwyn Lee Carter (Houston, 2 febbraio 1980) è una politica statunitense, membro della Camera dei rappresentanti per lo stato del Texas dal 2024 al 2025.

## Biografia

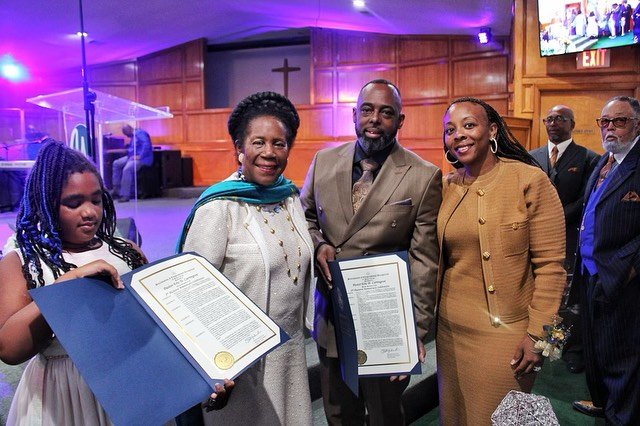
Erica Lee Carter con suo marito, sua figlia e sua madre Sheila Jackson Lee nel 2023

Figlia della politica Sheila Jackson Lee, studiò presso l'Università della Carolina del Nord a Chapel Hill e l'Università Duke.
Erica Lee Carter lavorò come insegnante nel distretto scolastico di Houston e fece parte di un team che collaborò con il governatore di New York Eliot Spitzer nella predisposizione di un piano finanziario da 21 miliardi di dollari per l'istruzione.
Nel 2011, si candidò per il Dipartimento dell'Istruzione della contea di Harris e riuscì ad avanzare al ballottaggio contro il consigliere comunale Jarvis Johnson. Al termine della sfida, Erica Lee Carter venne dichiarata vincitrice.
Nel 2017 si candidò alla Camera dei rappresentanti del Texas come membro del Partito Democratico, ma non riuscì ad ottenere la nomination.
Nel 2024 Sheila Jackson Lee, la madre di Erica Lee Carter, morì mentre era ancora in carica come deputata alla Camera dei rappresentanti e vennero indette delle elezioni speciali per riassegnare il suo seggio. Sia Erica che suo fratello Jason appoggiarono la candidatura dell'ex sindaco di Houston Sylvester Turner.
Tuttavia, alcuni giorni dopo Erica Lee Carter annunciò la sua intenzione di candidarsi nelle elezioni speciali per portare a termine l'ultimo mandato di sua madre, ottenendo il sostegno di Turner che si ritirò dalla competizione. La donna fu la candidata del Partito Democratico nelle elezioni speciali, mentre l'uomo ottenne la nomination per le elezioni parlamentari del 2024.
Al termine della campagna elettorale, Erica Lee Carter venne eletta con il 67,9% dei voti, divenendo così deputata.
Affermò di voler portare a termine il lavoro di sua madre come omaggio alla sua forza nel terminare sempre ciò che si era intrapreso. Prestò giuramento al Congresso a novembre e restò in carica fino al successivo insediamento di Sylvester Turner nel mese di gennaio.